# كارين صادر
كارين صادر هي كاتبة ومُحققة ومُحاضرة جامعية لبنانية. اسمها الكامل كارين إلياس جرجس صادر، وُلدت في حي (حوش الأمراء) بمدينة زحلة عام 1966 ميلاديًا، وحاصلة على درجة الدكتوراة في الأدب العربي ودبلوم في التربية بالإضافة إلى بكالوريوس في الحقوق. تعمل مُحاضرة جامعية في الجامعة اللبنانية.
قدمت العديد من التحقيقات للكُتب، بالإضافة لعددٍ من المخطوطات، ومن تحقيقاتها: ديوان المرقشين، ديوان مسكين الدارمي، ديوان خالد الكاتب، ديوان الأخطل، ديوان ديك الجن، ديوان أبي الشمقمق، المستقصى في أمثال العرب، تبصرة أرباب الألباب. ومن أعمالها البحثية: أدب الديارات، الأنوثة مساحة أنثوية، ومن الحب ما قتل، شعراء ومسالك في العصر العباسي، سندان الأدب ومطارق التغيير، الزغاريد في بلاد الشام وغيرها.

## مؤلفاتها
- أعلام الجبابرة: معجم الأدباء ذوي العاهات، بالتعاون مع نصير الجواهري، صدر في بيروت عن دار صادر سنة 1996م[3]